# Ligat ha’Al (2015/2016)
Ligat ha’Al 2015/2016 (hebr. ליגת העל albo zwana Izraelską Ekstraklasą lub ze względów sponsorskich Ligat Winner) –
była 17. edycją najwyższej klasy rozgrywkowej piłki nożnej w Izraelu pod tą nazwą.
Brało w niej udział 14 drużyn, które w okresie od 22 sierpnia 2015 do 21 maja 2016 rozegrały 36 kolejki meczów.
Obrońcą tytułu była drużyna Maccabi Tel Awiw.
Mistrzostwo po raz trzeci w historii zdobyła drużyna Hapoel Be’er Sheva.

## Drużyny
| Uczestnicy poprzedniej edycji                                                                                 | Uczestnicy poprzedniej edycji | Uczestnicy poprzedniej edycji | Uczestnicy poprzedniej edycji |
| --- | ----------------------------- | ----------------------------- | ----------------------------- |
| MTA | Maccabi Tel Awiw              | 1                             |                               |
| IKS | Hapoel Ironi Kirjat Szemona   | 2                             |                               |
| HBS | Hapoel Beer Szewa             | 3                             |                               |
| BEI | Beitar Jerozolima             | 4                             |                               |
| MHA | Maccabi Hajfa                 | 5                             |                               |
| MPT | Maccabi Petach Tikwa          | 6                             |                               |
| BNS | Bene Sachnin                  | 7                             |                               |
| HTA | Hapoel Tel Awiw               | 8                             |                               |
| MNE | Maccabi Netanja               | 9                             |                               |
| HRA | Hapoel Ra’ananna              | 10                            |                               |
| HAK | Hapoel Akka                   | 11                            |                               |
| HHA | Hapoel Hajfa                  | 12                            |                               |
| Awans z Liga Leumit                                                                                           |                               |                               |                               |
| BNY | Bene Jehuda Tel Awiw          | 1                             |                               |
| HKS | Hapoel Kefar Sawa             | 2                             |                               |
| Oznaczenia: - kolumna pierwsza – skróty nazw drużyn, - kolumna trzecia – miejsce zajęte w poprzednim sezonie. |                               |                               |                               |

## Faza zasadnicza

### Tabela
| Lp. | Drużyna                     | M  | Z  | R  | P  | B+ | B- | +/– | Pkt | Kwalifikacja      |
| --- | --------------------------- | -- | -- | -- | -- | -- | -- | --- | --- | ----------------- |
| 1   | Hapoel Beer Szewa           | 26 | 20 | 4  | 2  | 48 | 17 | +31 | 64  | grupa mistrzowska |
| 2   | Maccabi Tel Awiw            | 26 | 19 | 4  | 3  | 59 | 20 | +39 | 61  | grupa mistrzowska |
| 3   | Beitar Jerozolima           | 26 | 15 | 6  | 5  | 38 | 19 | +19 | 51  | grupa mistrzowska |
| 4   | Maccabi Hajfa               | 26 | 10 | 8  | 8  | 33 | 25 | +8  | 38  | grupa mistrzowska |
| 5   | Bene Sachnin                | 26 | 10 | 6  | 10 | 32 | 25 | +7  | 36  | grupa mistrzowska |
| 6   | Hapoel Ra’ananna            | 26 | 10 | 6  | 10 | 29 | 31 | −2  | 36  | grupa mistrzowska |
| 7   | Bene Jehuda Tel Awiw        | 26 | 9  | 6  | 11 | 27 | 35 | −8  | 33  | grupa spadkowa    |
| 8   | Maccabi Petach Tikwa        | 26 | 8  | 6  | 12 | 23 | 30 | −7  | 30  | grupa spadkowa    |
| 9   | Hapoel Kefar Sawa           | 26 | 7  | 8  | 11 | 19 | 31 | −12 | 29  | grupa spadkowa    |
| 10  | Hapoel Akka                 | 26 | 8  | 5  | 13 | 18 | 36 | −18 | 29  | grupa spadkowa    |
| 11  | Hapoel Ironi Kirjat Szemona | 26 | 6  | 10 | 10 | 25 | 31 | −6  | 28  | grupa spadkowa    |
| 12  | Hapoel Tel Awiw             | 26 | 6  | 9  | 11 | 17 | 31 | −14 | 27  | grupa spadkowa    |
| 13  | Hapoel Hajfa                | 26 | 5  | 10 | 11 | 27 | 37 | −10 | 25  | grupa spadkowa    |
| 14  | Maccabi Netanja             | 26 | 1  | 8  | 17 | 10 | 37 | −27 | 11  | grupa spadkowa    |

### Wyniki
| Gospodarz \ Gość            | BEI | BnS | BnY | HAC | HBS | HHA | HKS | HRA | HTA | IKS | MHA | MNE | MPT | MTA |
| --------------------------- | --- | --- | --- | --- | --- | --- | --- | --- | --- | --- | --- | --- | --- | --- |
| Beitar Jerozolima           |     | 1–0 | 1–0 | 1–0 | 1–3 | 1–1 | 3–1 | 1–0 | 0–0 | 2–0 | 3–0 | 1–0 | 2–0 | 2–2 |
| Bene Sachnin                | 1–3 |     | 2–2 | 2–0 | 0–1 | 0–0 | 2–0 | 2–3 | 1–0 | 3–0 | 1–2 | 0–0 | 1–0 | 0–2 |
| Bene Jehuda Tel Awiw        | 2–1 | 0–2 |     | 0–2 | 0–0 | 1–0 | 2–1 | 1–3 | 1–3 | 2–2 | 0–0 | 1–2 | 1–1 | 0–1 |
| Hapoel Akka                 | 1–3 | 2–2 | 0–1 |     | 1–0 | 0–1 | 1–0 | 0–1 | 0–1 | 1–0 | 1–1 | 1–1 | 1–0 | 0–3 |
| Hapoel Beer Szewa           | 2–1 | 2–2 | 2–0 | 3–0 |     | 1–0 | 3–0 | 2–0 | 3–1 | 2–1 | 0–0 | 2–0 | 5–2 | 0–1 |
| Hapoel Hajfa                | 1–1 | 2–0 | 0–1 | 3–1 | 1–2 |     | 1–1 | 1–1 | 0–1 | 1–4 | 2–4 | 2–0 | 0–3 | 0–3 |
| Hapoel Kefar Sawa           | 1–0 | 1–0 | 1–2 | 0–1 | 1–2 | 2–2 |     | 0–0 | 1–1 | 0–0 | 1–0 | 1–0 | 0–1 | 0–0 |
| Hapoel Ra’ananna            | 0–2 | 1–0 | 0–2 | 3–1 | 2–3 | 2–2 | 2–2 |     | 0–1 | 1–1 | 0–2 | 1–0 | 1–0 | 0–2 |
| Hapoel Tel Awiw             | 0–0 | 0–4 | 3–1 | 0–2 | 0–1 | 0–0 | 0–1 | 2–1 |     | 0–3 | 0–3 | 1–1 | 0–1 | 0–1 |
| Hapoel Ironi Kirjat Szemona | 0–2 | 0–2 | 1–1 | 0–0 | 1–3 | 1–1 | 0–2 | 0–0 | 3–0 |     | 2–0 | 3–0 | 0–1 | 1–1 |
| Maccabi Hajfa               | 0–2 | 0–0 | 0–3 | 4–0 | 1–1 | 3–2 | 1–1 | 2–0 | 0–0 | 0–1 |     | 1–0 | 4–0 | 0–2 |
| Maccabi Netanja             | 0–0 | 0–2 | 0–2 | 0–0 | 0–2 | 1–2 | 0–1 | 1–3 | 1–1 | 1–1 | 0–3 |     | 0–0 | 1–3 |
| Maccabi Petach Tikwa        | 2–0 | 0–1 | 3–1 | 1–2 | 0–1 | 1–1 | 2–0 | 0–2 | 1–1 | 0–0 | 1–1 | 1–0 |     | 1–2 |
| Maccabi Tel Awiw            | 2–4 | 3–2 | 4–0 | 5–0 | 1–2 | 2–1 | 5–0 | 1–2 | 1–1 | 5–0 | 2–1 | 2–1 | 3–1 |     |

## Faza finałowa

### Grupa mistrzowska
| Lp. | Drużyna               | M  | Z  | R  | P  | B+ | B- | +/– | Pkt | Kwalifikacja lub spadek                      |     | HBS | MTA | BEI | MHA | BnS | HRA |
| --- | --------------------- | -- | -- | -- | -- | -- | -- | --- | --- | -------------------------------------------- | --- | --- | --- | --- | --- | --- | --- |
| 1   | Hapoel Beer Szewa (M) | 36 | 25 | 8  | 3  | 66 | 24 | +42 | 83  | Liga Mistrzów UEFA • II runda kwalifikacyjna |     |     | 1–1 | 2–0 | 1–1 | 3–1 | 0–0 |
| 2   | Maccabi Tel Awiw      | 36 | 24 | 9  | 3  | 76 | 24 | +52 | 81  | Liga Europy UEFA • I runda kwalifikacyjna    |     | 0–0 |     | 3–2 | 6–0 | 1–0 | 3–0 |
| 3   | Beitar Jerozolima     | 36 | 18 | 6  | 12 | 46 | 37 | +9  | 58  | Liga Europy UEFA • I runda kwalifikacyjna    |     | 0–2 | 0–2 |     | 3–2 | 0–3 | 1–0 |
| 4   | Maccabi Hajfa (P)     | 36 | 14 | 11 | 11 | 45 | 42 | +3  | 53  | Liga Europy UEFA • II runda kwalifikacyjna   |     | 2–1 | 0–0 | 1–0 |     | 3–3 | 2–0 |
| 5   | Bene Sachnin          | 36 | 13 | 9  | 14 | 46 | 40 | +6  | 48  |                                              |     | 1–4 | 0–0 | 2–0 | 0–1 |     | 1–1 |
| 6   | Hapoel Ra’ananna      | 36 | 11 | 9  | 16 | 38 | 48 | −10 | 42  |                                              | 1–4 | 1–1 | 1–2 | 3–0 | 2–3 |     |     |

1. ↑  Beitar Jerozolima stracił dwa punkty za rasistowskie zachowanie swoich fanów[8].

### Grupa spadkowa
| Lp. | Drużyna                     | M  | Z  | R  | P  | B+ | B- | +/– | Pkt | Kwalifikacja lub spadek |     | MPT | BnY | HTA | HKS | IKS | HHA | HAC | MNE |
| --- | --------------------------- | -- | -- | -- | -- | -- | -- | --- | --- | ----------------------- | --- | --- | --- | --- | --- | --- | --- | --- | --- |
| 7   | Maccabi Petach Tikwa        | 33 | 13 | 7  | 13 | 34 | 35 | −1  | 46  |                         |     |     |     |     | 0–1 | 2–0 | 2–1 |     | 2–1 |
| 8   | Bene Jehuda Tel Awiw        | 33 | 13 | 7  | 13 | 37 | 43 | −6  | 46  |                         | 1–2 |     | 2–4 |     | 1–0 |     | 3–1 |     |     |
| 9   | Hapoel Tel Awiw             | 33 | 10 | 12 | 11 | 30 | 37 | −7  | 42  |                         | 0–0 |     |     |     |     | 3–3 | 1–0 |     |     |
| 10  | Hapoel Kefar Sawa           | 33 | 9  | 11 | 13 | 23 | 37 | −14 | 38  |                         |     | 0–1 | 0–3 |     | 2–1 |     | 0–0 |     |     |
| 11  | Hapoel Ironi Kirjat Szemona | 33 | 8  | 12 | 13 | 32 | 39 | −7  | 36  |                         |     |     | 1–1 |     |     | 2–1 |     | 2–0 |     |
| 12  | Hapoel Hajfa                | 33 | 7  | 13 | 13 | 38 | 48 | −10 | 34  |                         |     | 1–1 |     | 0–0 |     |     |     | 2–1 |     |
| 13  | Hapoel Akka (S)             | 33 | 9  | 7  | 17 | 27 | 48 | −21 | 34  | Spadek do Liga Leumit   |     | 1–3 |     |     |     | 1–1 | 2–3 |     | 4–1 |
| 14  | Maccabi Netanja (S)         | 33 | 1  | 9  | 23 | 14 | 50 | −36 | 12  | Spadek do Liga Leumit   |     |     | 0–1 | 0–1 | 1–1 |     |     |     |     |

## Najlepsi strzelcy
| Bramki | Strzelcy             | Drużyna                     |
| ------ | -------------------- | --------------------------- |
| 35     | Eran Zahawi          | Maccabi Tel Awiw            |
| 14     | Nikita Rukavytsya    | Beitar Jerozolima           |
| 14     | Shlomi Azulay        | Bene Sachnin                |
| 14     | Eljaniw Barda        | Hapoel Beer Szewa           |
| 11     | Evans Kangwa         | Hapoel Ra’ananna            |
| 11     | Pedro Joaquín Galván | Bene Jehuda Tel Awiw        |
| 11     | Anthony Nwakaeme     | Hapoel Beer Szewa           |
| 11     | Maharan Lala         | Hapoel Hajfa                |
| 10     | Eliran Atar          | Maccabi Hajfa               |
| 10     | Ofir Mizrahi         | Hapoel Ironi Kirjat Szemona |
| 10     | Tal Ben Chajjim      | Maccabi Tel Awiw            |

Źródło:

## Stadiony
| Beitar Jerozolima |
| Stadion Teddy     |
| 31 733            |
|                   |

| Bene Sachnin |
| Stadion Doha |
| 8 500        |
|              |

| Bene Jehuda Tel Awiw Hapoel Tel Awiw Maccabi Tel Awiw |
| Stadion Bloomfield                                    |
| 14 413                                                |
|                                                       |

| Hapoel Akka     |
| Stadion Miejski |
| 5 000           |
|                 |

| Hapoel Beer Szewa |
| Turner Stadium    |
| 16 126            |
|                   |

| Hapoel Hajfa Maccabi Hajfa |
| Stadion Samiego Ofera      |
| 30 942                     |
|                            |

| Hapoel Kefar Sawa |
| Levita Stadium    |
| 5 800             |
|                   |

| Maccabi Petach Tikwa |
| Stadion Miejski      |
| 11 500               |
|                      |

| Maccabi Netanja Hapoel Ra’ananna |
| Stadion Netanja                  |
| 13 610                           |
|                                  |

| Ironi Kirjat Szemona |
| Stadion Miejski      |
| 5 300                |
|                      |